# James Martin Stagg
El Capità de Grup Sir James Martin Stagg CB, OBE, FRSE (30 de juny de 1900 – 23 de juny de 1975) era el cap del servei meteoròleg del quarter general britànic durant la Segona Guerra Mundial, i és considerat com un dels responsables d'haver convençut al general Eisenhower de fixar el dia per llançar l'Operació Overlord el 6 de juny de 1944.

## Formació
James Stagg va néixer a Dalkeith, Midlothian (Escòcia). Va obtenir un doctorat de la Universitat d'Edimburg. El 1924 ingressà al Met Office, l'oficina britànica de meteorologia, i dirigí l'expedició britànica a l'Àrtida canadenca de 1932-33. A partir de 1939 és nomenat director de l'Observatori de Kew Gardens, però el 1943 és transferit a la RAF amb rang de Capità de Grup, sent nomenat conseller meteoròleg del General Eisenhower.

## El Desembarcament de Normandia
Hi havia 3 grups de meteoròlegs: la Met Office, el servei de meteorologia de la Royal Navy i el de la USAAF, que treballaven de manera independent i informaven a Stagg com a cap de previsions del SHAEF, que posteriorment presentaria a Eisenhower per a la planificació d'Overlord. En un inici, estava previst que el Dia-D fos el 5 de juny de 1944, però el mal temps ho impedí. A les 04:30 del 4 de juny, la previsió de Sverre Petterssen i d'altres meteoròlegs preveia un front de calma durant 24 hores, contribuint de manera significativa al fet que Eisenhower es decidís a procedir amb el desembarcament el 6 de juny. Afortunadament, la previsió va ser bona ja que el 19 de juny (la següent data possible per procedir amb el desembarcament), esclatà una de les tempestes més violentes del segle sobre el Canal de la Mànega.

## Després de la guerra
Stagg treballà com a director de serveis del Met Office fins al 1960. Va ser company de la Royal Society d'Edimburg el 1951, nomenat Cavaller el 1954 i fet President de la Royal Meteorological Society el 1959.
Pels seus serveis invalorables durant la planificació del Dia-D, Stagg va ser nomenat Oficial de la Legió del Mèrit el 1945, així com Oficial de l'Imperi Britànic al mateix any; va ser fet cavaller el 1954 i nomenat Company de l'Orde del Bany
Stagg va ser interpretat per Patrick Barr a la pel·lícula de 1962 The Longest Day i per Christopher Baker a Ike: Countdown to D-Day (2004).

## Condecoracions
Company de l'Orde del Bany
 Oficial de l' Orde de l'Imperi Britànic
 Estrella de 1939-45
 Medalla de la Guerra 1939-1945
 Oficial de la Legió del Mèrit (Estats Units)